# Józef Gawłowicz
Józef Gawłowicz (ur. 7 kwietnia 1942 w Rudzie koło Mielca) – polski kapitan żeglugi wielkiej, pisarz marynista, w latach 1993–1994 i od 19 kwietnia 2006 do 31 sierpnia 2007 dyrektor Urzędu Morskiego w Szczecinie, od 31 sierpnia 2007 do 31 marca 2008 dyrektor Urzędu Morskiego w Słupsku. Przewodniczący szczecińskiego koła Związku Literatów Polskich.
W 1976 ukończył studia na Wydziale Nawigacyjnym Państwowej Szkoły Morskiej w Gdyni. Dowodził wieloma statkami polskimi i pod obcymi banderami m.in. w Hongkongu i Arabii Saudyjskiej. Wykładał astronawigację na Wyższej Szkole Morskiej w Szczecinie. 
W latach 1963–1989 był tajnym kurierem paryskim Kultury do Polski. Publikował w Kulturze pod pseudonimami: Adam Tukubar (Chińskie wycieczki), Paweł Sowa (Pamiętnik znaleziony w Bochni), Sindbad Żeglarz (Hawana, czyli traktat o kontrabandzie).

## Dzieła
- autor wielu publikacji naukowych.
  - Poradnik kierownika praktyk (1969)
  - Nakresy radarowe (1973)
  - Astronawigacja t. I-II (1973)
  - Nawigacja wczoraj i dziś (1994)
- powieści
  - Awantury afrykańskie, 1995, ISBN 83-85796-18-5
  - Opowieści nawigacyjne, 1988 (książka wyróżniona nagrodą im. Josepha Conrada)
  - Awantury u Neptuna 1995 ISBN 83-85796-42-8
  - Byłem kurierem Giedroycia 1998
  - Gejsza z Osaki 2000
  - Biała fregata 2002